# تیتی سینه‌سیاه
تیتی سینه‌سیاه (نام علمی: Callicebus nigrifrons) نام یک گونه از سرده تیتی است.